# Hemlock Grove
Hemlock Grove är en amerikansk TV-serie från 2013, baserad på Brian McGreevys roman med samma namn från 2012. 23 oktober 2015 hade seriens tredje och sista säsong premiär.

## Handling
Serien utspelar sig i staden Hemlock Grove i Pennsylvania.
Peter och Lynda Rumancek flyttar till stan och bosätter sig i en bostad i skogen, som tidigare ägts av en släkting till dem. Familjen Godfrey äger ett stort läkemedelsföretag i Hemlock Grove. Olivia Godfrey (Famke Janssen) har två tonårsbarn, Roman (Bill Skarsgård) och Shelley (Nicole Boivin. Shelley är stor, kan inte tala, har ett stort runt öga på ena kinden och hennes hud lyser blå vid beröring. Deras far, JR Godfrey, dog då barnen var små. Olivia har en affär med sin före detta svåger, Dr. Norman Godfrey (Dougray Scott). Hans dotter Letha (Penelope Mitchell) är gravid och hon hävdar att det är en ängel som gjort henne gravid. Letha och Peter blir förälskade.
Staden drabbas av flera brutala dödsfall och Peter och Roman beslutar sig för att ta reda på vem, eller vad, som ligger bakom dödsfallen. Roman är en upir, en slags vampyr, men han känner inte till detta själv.
Christina Wendall (Freya Tingley) drömmer om att bli författare. Hon hittar ett av liken i ett skogsparti och blir djupt påverkad av detta. Hon sprider ut ett rykte om att Peter är en varulv, vilket stämmer. Hon får bo hos Sheriff Tom Sworn (Aaron Douglas) som är far till hennes två bästa vänner, tvillingarna Alexa (Eliana Jones) och Alyssa (Emilia McCarthy). Christina hamnar senare på det mentalsjukhus där Dr. Norman Godfrey arbetar och hennes hår vitnar. Tvillingarna faller också offer för den varelse som Rumanceks kallar vargulf, en varulv som blivit galen. 
Till staden anländer även Dr. Clementine Chausser (Kandyse McClure) som också försöker lösa fallet. Hon är viltvårdare, men det visar sig att hon i själva verket har är specialiserat sig på att jaga varulvar och har riktat in sig på att få fast Peter. Hon lyckas nästan, men fångas i en bur av  Olivia Godfrey, som förlamar henne, och låter sedan sin hantlangare Dr. Johann Pryce döda henne.
Peter gömmer sig i en ödekyrka, dit Letha, Roman och Christina kommer. De inser att det är Christina som är vargulfen. Peter smetar in sitt ansikte med baconflott för att hon ska tugga i sig det. Hon har blivit förvandlad genom att dricka vatten ur ett av Peters tassavtryck. Han förvandlas till varulv, men vargulfen verkar döda honom. När vargulfen försöker ge sig på Roman och Letha dyker plötsligt Shelley upp och dödar den. Sheriffen tror dock att det är hon som är kvinnomördaren och skjuter henne. Hon flyr.
Letha sörjer Peter, men han vaknar igen hos henne, i människogestalt. Letha föder ett barn, men dör själv. Det visar sig att Roman var far till barnet. Han begår självmord, men återuppstår som upir. Han dödar sin mor. Peter rakar av sig håret och lämnar Hemlock Grove.

## Medverkande
- Famke Janssen som Olivia Godfrey
- Bill Skarsgård som Roman Godfrey
- Landon Liboiron som Peter Rumancek
- Penelope Mitchell som Letha Godfrey
- Dougray Scott som Dr. Norman Godfrey
- Freya Tingley som Christina Wendall
- Lili Taylor som Lynda Rumancek
- Aaron Douglas som Sheriff Tom Sworn
- Nicole Boivin, Michael Andreae och Lonnie Waugh som Shelley Godfrey
- Tiio Horn som Destiny Rumancek
- Kandyse McClure som Dr. Clementine Chausser
- Eliana Jones som Alexa Sworn
- Emilia McCarthy som Alyssa Sworn
- Joel de la Fuente som Dr. Johann Pryce

## Musik
Musiken i Hemlock Grove har skapats av Nathan Barr.

## Mottagande
Hemlock Grove fick blandade recensioner, vilket resulterade i 46 metacritic-poäng
David Hiltbrand på Philadelphia Inquirer skrev att TV-serien "lyckas att vara lyxig, äcklig, skrämmande och löjlig - samtidigt." Tom Gliatto på People Weekly gav serien 75 poäng av 100 och skrev: "Skådespelarna är bra, särskil Bill Skarsgard och Landon Liboiron.... Jag gillar seriens långsamma, drömska skönhet, men skräckfansen kan vara mindre tålmodiga. " Jessica Shaw på Entertainment Weekly gav serien betyget B+. CNet uppger att Netflix användare ger serien betyget 3.9/5.. 
Mary McNamara på Los Angeles Times kallade å andra sidan Hemlock Grove "hemsk", och Alison Willmore på IndieWire menade att den var "ett hopkok av övernaturligheter". Zack Handlen of The A.V. Club gav serien betyget F. Kristin Lundell på Svenska Dagbladet gav Hemlock Grove 1/6 och skrev "De 13 avsnitten av ”Hemlock Grove” har förvisso ett underhållningsvärde i form av en kalkon-parad".